# 밀란 스탄코비치
밀란 스탄코비치(세르비아어: Milan Stanković, 1987년 9월 9일)는 세르비아의 가수다.

## 소개
밀란 스탄코비치는 2010년 유로비전 송 컨테스트에서 세르비아 대표로 참가해 우승을 차지하였다.

## 패션 시비
2010년 3월 20일 세르비아 ALO는 2010년 유로비전 송 컨테스트 우승자인 밀란 스탄코비치(Milan Stanković)가 '대한민국의 가수 지드래곤이 자신의 헤어스타일과 패션을 따라했다'고 말했다"고 보도했다. 이들은 "밀란이 '먼 나라에까지 내 영향이 미친다는게 기쁘다. 어떤 나라의 음악스타가 내 스타일에 영감을 받는다는게 기쁘고 내가 제대로 잘하고 있다는 증거이기도 하다'라고 밝혔다"고 전했다.
이에 세르비아 네티즌들은 "밀란이 지드래곤보다 더 유명하다. 유튜브 영상 조회수도 훨씬 높다"고 주장하고 있다.
하지만 지드래곤 팬들은 분노하고 있다. 한 세르비아 팬은 "우리 어머니가 패션 업계에서 종사하고 계신다. 어머니의 사무실에 밀란이 왔을 때 지드래곤의 사진을 보여줬는데 그때 밀란이 놀라서 '지드래곤처럼 되고 싶다'고 말했다. 이후 세르비아 TV에서 지드래곤과 똑같은 의상을 입은 밀란을 보고 놀랐다"고 주장했다.
한국 팬들도 "유럽에서 케이팝의 인기가 높다보니 별 일이 다 생긴다" "지드래곤이 세르비아 가수에 신경쓸 시간이 어딨겠나" "만우절 내용 같은 황당 시트콤"이라는 등 분개하고 있다.

## 같이 보기
- 유로비전 송 콘테스트 2010